# Sindrome bobble-head doll
La sindrome bobble-head doll  (Bobble-head doll Syndrome  degli autori anglosassoni; syndrome de la poupée à tête ballotante degli autori francesi; non esiste un corrispettivo in lingua italiana) è un raro disturbo neurologico della motilità nel quale i pazienti, classicamente bambini con meno di 5 anni, presentano movimenti stereotipati della testa. Più di frequente muovono involontariamente testa e spalle in avanti e dietro (“Yes-yes” type bobble-head doll syndrome)
o, più raramente, da lato a lato ("No-no" type bobble-head doll syndrome) con una frequenza di 2–3 Hz, ricordando una bambola molleggiata (con il termine booble-head doll è indicata una bambolina la cui testa, sovradimensionata rispetto al corpo, è legata a esso con una molla o un uncino, per cui è sufficiente una leggera spinta per farla ondeggiare).
La sindrome è correlata nella maggioranza dei casi a una cisti aracnoidea sopra sellare con idrocefalo ostruttivo e ingrandimento del terzo ventricolo. Possono essere associati deficit visivo, disfunzioni endocrine e atassia dovuti alla compressione della cisti.
La sindrome è trattabile chirurgicamente con varie tecniche, generalmente realizzando una derivazione per risolvere la compressione cerebrale.
La sindrome è stata descritta per la prima volta nel 1995 da John W. Benton della Harvard Medical School e pubblicata l’anno seguente su “Neurology”. Benton riportò il caso di due bambini di tre anni, che presentavano anche idrocefalo e tremori, identificando l’origine in una cisti nella regione del terzo ventricolo e coniando anche il nome della sindrome.
Questa patologia non è compresa nell'elenco delle malattie rare.

## Epidemiologia
La rarità della sindrome è tale che dal 1966 al 1989 sono stati segnalati in letteratura solo 39 casi. Dal 1989 al 2014 sono stati segnalati altri 19 casi.
Il range di età va dall’età neonatale all’età adulta, con una media di presentazione a 3 anni. I casi di pazienti più anziani riguardano un uomo di 26 anni e un altro di 80 anni. Ma la maggioranza dei casi coinvolge bambini prima della pubertà. La terapia chirurgica viene effettuata a un’età media di 7 anni.

## Classificazione
La Bobble-head doll syndrome non ha una precisa classificazione a causa della sua rarità e complessità. Trattandosi di un disordine del movimento causato da compressione od ostruzione dei ventricoli cerebrali è raggruppata con l’idrocefalo nella Classificazione internazionale delle Malattie ICD stilata dall’OMS, come G93.0 nell’ICD-10 e 348 nell’ICD-9.

## Segni e sintomi
Il sintomo principale è il movimento della testa avanti e indietro (“head bobbing”), o da lato a lato, 2-3 volte al secondo, che può talvolta coinvolgere le spalle e il torace superiore. Il paziente è inconsapevole dei movimenti e incapace di controllarli se non, per brevi periodi, interrompendoli con la volontà o eseguendo un semplice compito mentale (es. un calcolo aritmetico o lo spelling). Una volta completato il compito il movimento stereotipato riprende dopo circa un minuto. Come accade comunemente con i disordini del movimento il “bobbing” scompare durante il sonno. È accentuato dal cammino, attenuato dal decubito  supino.
Un altro sintomo è l’atassia. Numerosi pazienti riportano difficoltà a camminare, correre o salire dei gradini a causa dei movimenti della testa. È probabile che il costante movimento della testa possa interrompere l’abilità a mantenersi in equilibrio che richiede input dal sistema vestibolare, oculare, somatosensoriale e motorio verso il sistema nervoso centrale.
Un segno tipico dei pazienti con diagnosi di bobble-head doll syndrome è l’idrocefalo dovuto alla compressione esercitata dalla cisti e all’accumulo di liquido cefalorachidiano nel terzo ventricolo; ciò può compromettere la comunicazione tra ventricoli cerebrali e il flusso del liquido cefalorachidiano e la funzione di strutture circostanti.

## Fisiopatologia
Nella maggior parte dei casi i pazienti presentano una cisti aracnoidea sopra sellare, ostruzione dl forame di Monro e ingrandimento del terzo ventricolo.
L’ostruzione può riguardare i forami interventricolari di Monro, che mettono in comunicazione il terzo ventricolo con i ventricoli laterali, o l’acquedotto di Silvio, che mette in comunicazione il terzo con il quarto ventricolo. È stato riportato che la causa può anche essere un papilloma del plesso corioideo del terzo ventricolo.
Le cisti aracnoidee soprasellari (al di sopra della sella turcica) sono circa il 9% delle cisti aracnoidee intracraniche. La maggioranza sono asintomatiche: diventano sintomatiche se presentano ingrandimento per produzione di liquor da parte delle cellule mesoteliali della cisti o per emorragia. Occasionalmente la cisti può ingrandirsi a causa di un flusso di liquor dallo spazio subaracnoideo per formazione di un meccanismo a valvola unidirezionale.
Sono stati proposti vari meccanismi fisiopatologici, ma nessuno è stato provato. Uno studio con cisternografia TAC ha mostrato che i movimenti stereotipati della testa potrebbero essere causati da ostruzione intermittente del forame di Monro: il movimento servirebbe ad alleviare la condizione spostando posteriormente la cisti e diminuendone il volume in modo da consentire il deflusso del liquido cefalorachidiano. Ciò supporta l’ipotesi che in movimento sarebbe un “comportamento appreso” per contrastare l’idrocefalo.
Altri ricercatori ipotizzano che la sindrome sia un vero e proprio disturbo del movimento.
Alcuni di essi propongono che il movimento della testa sposti in avanti e indietro il liquido della cisti causando una ritmica pressione sulle vie motorie del diencefalo.
Una struttura chiave è il talamo che è responsabile della trasmissione dei segnali motori alla corteccia. La scomparsa del movimento della testa con il sonno potrebbe implicare che la sua origine sia a livello del sistema extrapiramidale che è parte del sistema di controllo della coordinazione dei movimenti. I tratti associati con il sistema extrapiramidale sono controllati da varie strutture del sistema nervoso centrale, come il cervelletto e i gangli della base. I gangli della base giocano un importante ruolo nel controllare la funzione motoria e per questo anomalie di questo sistema provocano disturbi del movimento come la Malattia di Parkinson e la discinesia; entrambe queste condizioni hanno elementi in comune con la bobble-head doll syndrome
Movimenti tipo tic e rigonfiamento del terzo ventricolo associati alla bobble-head doll syndrome sono simili ad altri disturbi del movimento causati da malattie del corpo calloso e dei gangli della base. La compressione di queste strutture potrebbe essere responsabile dell’alterata funzione.
Per mezzo di studi pneumoencefalografici in pazienti con Malattia di Parkison, Malattia di Huntington e distonia, è stato scoperta la presenza di significativo ingrandimento del terzo ventricolo, come nella bobble-head doll syndrome. I ricercatori ritengono che la correlazione tra la sindrome e altri disturbi del movimento sia dovuta non a particolari lesioni , ma piuttosto a ostacoli di multiple vie o strutture neuronali prossime al terzo ventricolo. I progressi in campo fisiopatologici sono lenti a causa della rara incidenza della malattia.

## Diagnosi
Numerose metodiche diagnostiche possono essere utilizzate nella Sindrome bobble-head doll.
La cisternografia radioisotopica è una tecnica scintigrafica che permette di studiare la dinamica del flusso del liquido cerebrospinale. Viene iniettata con una puntura lombare una sostanza marcata con un radioisotopo (sieroalbumina umana marcata con tecnezio 99) e vengono eseguite una serie di scansioni a tempi incrementali. Il suo uso è in declino.
La TC-cisternografia è invece una tecnica radiologica che utilizza un mezzo di contrasto.
Lo studio del flusso del liquor viene oggi eseguito con la RMN-cisternografia.
Il blocco del flusso del liquido cefalorachidiano (o liquor) è spia della presenza della cisti e dell’ostruzione a livello delle connessioni tra i ventricoli, forami o acquedotto, e del conseguente idrocefalo. Il liquor è secreto dai plessi corioidei dislocati sul tetto dei ventricoli. Dopo aver attraversato ciascun ventricolo, lascia il quarto ventricolo e fluisce intorno al tronco encefalico, al cervelletto, agli emisferi e finalmente nello spazio sub aracnoideo per completare il ciclo nelle cisterne basali.
Nei pazienti con sindrome bobble-head doll esiste un blocco del riassorbimento del liquido cerebrospinale da parte delle granulazioni aracnoidee e quindi un suo accumulo.
Attualmente la metodica diagnostica più usata e sensibile è la RMN.

## Terapia chirurgica
Non esiste un unico trattamento chirurgico, poiché la sindrome bobble-head doll può essere causata da numerosi e complessi disordini. Comunque nella maggioranza dei casi la chirurgia risolve il disturbo motorio. Le tecniche chirurgiche più efficaci includono la rimozione della lesione, l’impianto di una derivazione ventriculo-peritoneale e la ventriculocisternotomia.

### Rimozione della lesione
Nel caso di un papilloma del plesso coriodeo, si può ottenere il completo recupero con la rimozione della lesione contenente la cisti all’interno del terzo ventricolo. Infatti, poiché la natura mobile della lesione cistica porta a ostruzione intermittente del forame di Monro e dell’acquedotto prossimale producendo il sintomo bobble-head, una volta rimossa tutti i sintomi scompaiono.

### Derivazione ventricolo peritoneale
La pressione intracranica e l’accumulo di liquor nel terzo ventricolo possono essere ridotti applicando uno shunt tra ventricoli cerebrali e cavo peritoneale, per consentire il deflusso del liquido. Le complicanze possono essere la dipendenza dallo shunt, il blocco e l’infezione di esso.

### Ventricolocistocisternostomia endoscopica
La ventricolocistocisternotomia e fenestrazione per via endoscopica sembra essere la tecnica chirurgica d’elezione se è presente una cisti aracnoidea sopra sellare: questa tecnica si è dimostrata sicura, meno invasiva delle altre ed efficace. Previene le severe complicazioni della craniotomia, come il versamento subdurale e l’ematoma intracranico.
Riassumendo, oltre alla fenestrazione con craniotomia, sono state utilizzate, a secondo delle caratteristiche dei singoli casi, la fenestrazione della cisti per via endoscopica pre-frontale o meno frequentemente con approccio endonasale allargato (marsupializzazione della cisti e realizzazione di una comunicazione chirurgica con i ventricoli e cisterne basali), la fenestrazione trans-calloso, la ventriculostomia percutanea, la fenestrazione endoscopica combinata con navigazione stereotassica, l’impianto di stent mediante endoscopia combinata con stereotassi.

## Prognosi
Sebbene ci sia accordo sul trattamento primariamente chirurgico della sindrome, il recupero completo dei sintomi è stato riportato solo nella metà dei casi. La ragione di questo risiede nella diagnosi tardiva che può portare a un permanente grave idrocefalo ostruttivo. Per questo la prognosi dipende dal tempo trascorso tra i primi segni del disturbo e la chirurgia. La diagnosi e il trattamento precoce è determinante per il successo e la scomparsa dei sintomi. I casi trattati più di recente con le metodiche miniinvasive hanno dimostrato una prognosi ottima.